# Seznam ostrovů Bulharska
Toto je seznam ostrovů Bulharska, které leží v Černém moři. Další ostrovy se nacházejí na Dunaji, dalších řekách a přehradách.

## Přehled největších ostrovů v Černém moři
| Č. | Ostrov          | Rozloha (ha) | Pobřeží (km) | Max. nadm. výška (m) | Nejvyšší vrchol | Počet obyvatel | Hustota zalidnění | Největší sídlo          | Část státu obština | Část moře jezero | Souostroví | Lokalizace                       |
| -- | --------------- | ------------ | ------------ | -------------------- | --------------- | -------------- | ----------------- | ----------------------- | ------------------ | ---------------- | ---------- | -------------------------------- |
| #  | Svatý Ivan      | 28,20        | 3 624        | 33                   | —               | —              | —                 | klášter Svatý Ivan      | Sozopol            | Černé moře       | —          | 42°26′19″ s. š., 27°41′34″ v. d. |
| #  | Svatý Kirik     | 9,48         | 2 361        | 15                   | —               | —              | —                 | Stará námořní akademie  | Sozopol            | Černé moře       | —          | 42°25′30″ s. š., 27°41′22″ v. d. |
| #  | Svatý Tomáš     | 1,28         | 652          | 13                   | —               | —              | —                 | —                       | Primorsko          | Černé moře       | —          | 42°20′29″ s. š., 27°44′2″ v. d.  |
| #  | Svatá Anastasia | 1,24         | 697          | 21                   | —               | —              | —                 | klášter Svatá Anastasia | Burgas             | Černé moře       | —          | 42°28′5″ s. š., 27°33′11″ v. d.  |
| #  | Svatý Petr      | 1,16         | 703          | 10                   | —               | —              | —                 | —                       | Sozopol            | Černé moře       | —          | 42°26′18″ s. š., 27°41′53″ v. d. |
| #  | Ambelic         | 0,44         | 442          | 8                    | —               | —              | —                 | —                       | Carevo             | Černé moře       | —          | 42°13′0″ s. š., 27°48′20″ v. d.  |

## Přehled největších ostrovů na Dunaji
| Č. | Ostrov | Rozloha (km²) | Pobřeží (km) | Max. nadm. výška (m) | Nejvyšší vrchol | Počet obyvatel | Hustota zalidnění | Největší sídlo | Část státu obština | Část moře jezero | Souostroví | Lokalizace                       |
| -- | ------ | ------------- | ------------ | -------------------- | --------------- | -------------- | ----------------- | -------------- | ------------------ | ---------------- | ---------- | -------------------------------- |
| #  | Belene | 41,10         | —            | 24                   | —               | —              | —                 | Tábor Belene   | Belene             | Dunaj            | —          | 43°40′12″ s. š., 25°11′24″ v. d. |